# Дистрофин
Дистрофин — структурный стержневидный белок, содержащийся в цитоплазме. Является необходимой составляющей дистрофин-ассоциированного гликопротеинового комплекса (ДАГ-комплекса), который соединяет цитоскелет мышечных волокон с окружающим его внеклеточным матриксом. ДАГ-комплекс также известен как костамер. В костамере с дистрофином колокализируются многие мышечные белки, такие как α-дистробревин, синкойлин, синемин, саркогликан, дистрогликан, саркоспан.
Дистрофин состоит из 4 доменов, его молекулярная масса равна 427 кДа. Ген дистрофина является одним из самых длинных в человеческом организме. Он состоит примерно из 2,5 млн пар нуклеотидов и занимает 0,07% от всего генома человека (2,220,223 оснований).

## Строение
Молекула дистрофина состоит из 4 доменов и располагается на цитоплазматической поверхности мышечной сарколеммы. N-концевой домен контактирует с частями мышечных клеток, участвующими в мышечном сокращении. Затем идет основной домен, обеспечивающий гибкость молекулы. Он представлен последовательностями аминокислот, несколько раз меняющих направление, имеет структуру трёхгранного стержня. Рядом с ним находится цистеин-богатый домен, в области которого формируются кальциевые каналы и осуществляется связь цитоскелета мышечного волокна с внеклеточным матриксом. С-концевая часть связана с другими белками мембраны и формирует дистрофин-протеиновый комплекс.

## Роль дистрофина
- Поглощение энергии

При мышечном сокращении длина молекулы дистрофина меняется, её складчатая структура выполняет функцию пружины. Этот механизм позволяет не подвергать мембраны миоцитов, структуры за их пределами, соединительные ткани, а также сухожилия избыточной механической нагрузке.
- Регуляция некоторых процессов (например, поддержание уровня кальция, контроль над ростом мышц)[2].
- Формирует структуру ДАГ-комплекса[2].

## Патологии
Было доказано, что дефицит дистрофина является одной из основных причин заболевания, известного как мышечная дистрофия. Мышечная дистрофия была описана в 1986 году, а сам белок дистрофин был открыт через год после этого Луисом М. Кункелем.
В нормальной ткани скелетной мышцы содержится лишь небольшое количество дистрофина (около 0,002% от основной массы белка мышцы), но его отсутствие или изменение приводит к развитию тяжелой и практически неизлечимой болезни мышечной дистрофии, в процессе которой наблюдается некроз мышечных волокон, а также прогрессирующая мышечная слабость и утомляемость, что может приводить к инвалидности и даже летальному исходу.
Различают две основные формы мышечной дистрофии в зависимости от влияния изменений на функционирование рамки считывания РНК. Если изменения захватывают участки дистрофина, не имеющие критического значения, функция белка может быть частично сохранена. В этом случае рамка считывания продолжает работать, но синтезируемый дистрофин может быть короче или длиннее нормальной молекулы, что приводит к развитию мышечной дистрофии Беккера. Однако, если мутация приводит к сдвигу рамки считывания вследствие повреждения одной или двух пар оснований, её функционирование нарушается. Это приводит к изменению правильной аминокислотной последовательности белка. Неполная молекула дистрофина не может выполнять функции этого белка, она разрушается, что приводит к развитию мышечной дистрофии Дюшенна. В этих случаях дистрофин у больных вообще не образуется.

## Основные направления в разработке методов лечения МД
На 2012 год не существует методов полного излечения от мышечной дистрофии. Современные медицинские исследования позволяют говорить лишь о замедлении скорости прогрессирования мышечной дистрофии Дюшенна, при котором течение заболевания становится похожим на мышечную дистрофию Беккера.
Научные исследования базируются на следующих основных подходах к лечению МД:
- Пропуск экзонов[3]
- Замещение дистрофина утрофином;
- Использование стероидных препаратов;
- Регенерация мышц с использованием стволовых клеток

Одна из самых перспективных методик основывается на пропуске экзонов путём введения АОНов, которые, присоединяясь к нужным экзонам в гене, “маскируют” нужные экзоны. В результате такое замещение приводит к тому, что ген считывается без “замаскированных” экзонов и синтезируется менее дефектная форма дистрофина, которая может выполнять функции не мутировавшего дистрофина.